# Majdan Sopocki Drugi

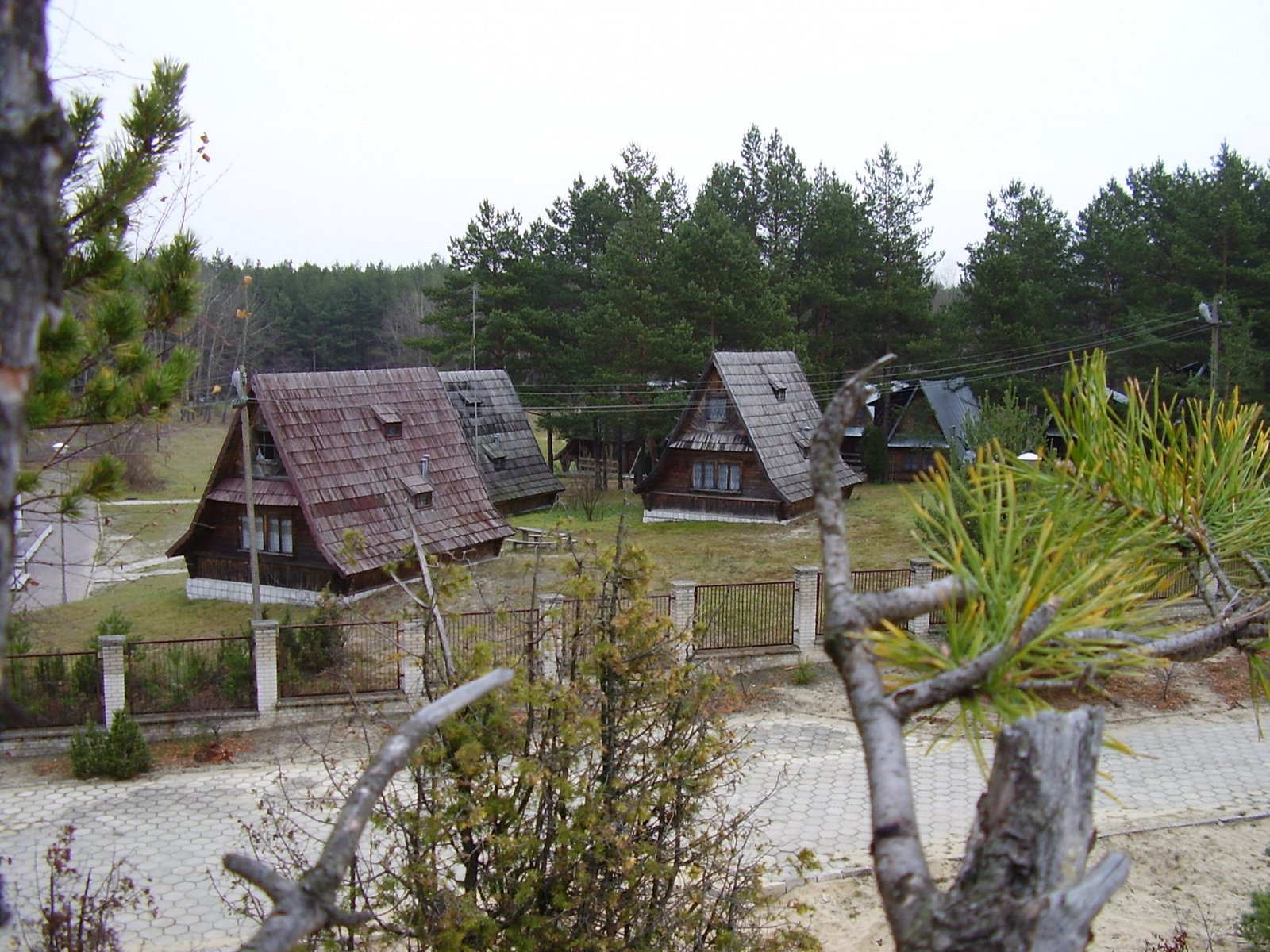
Stanica Harcerska w Majdanie Sopockim Drugim

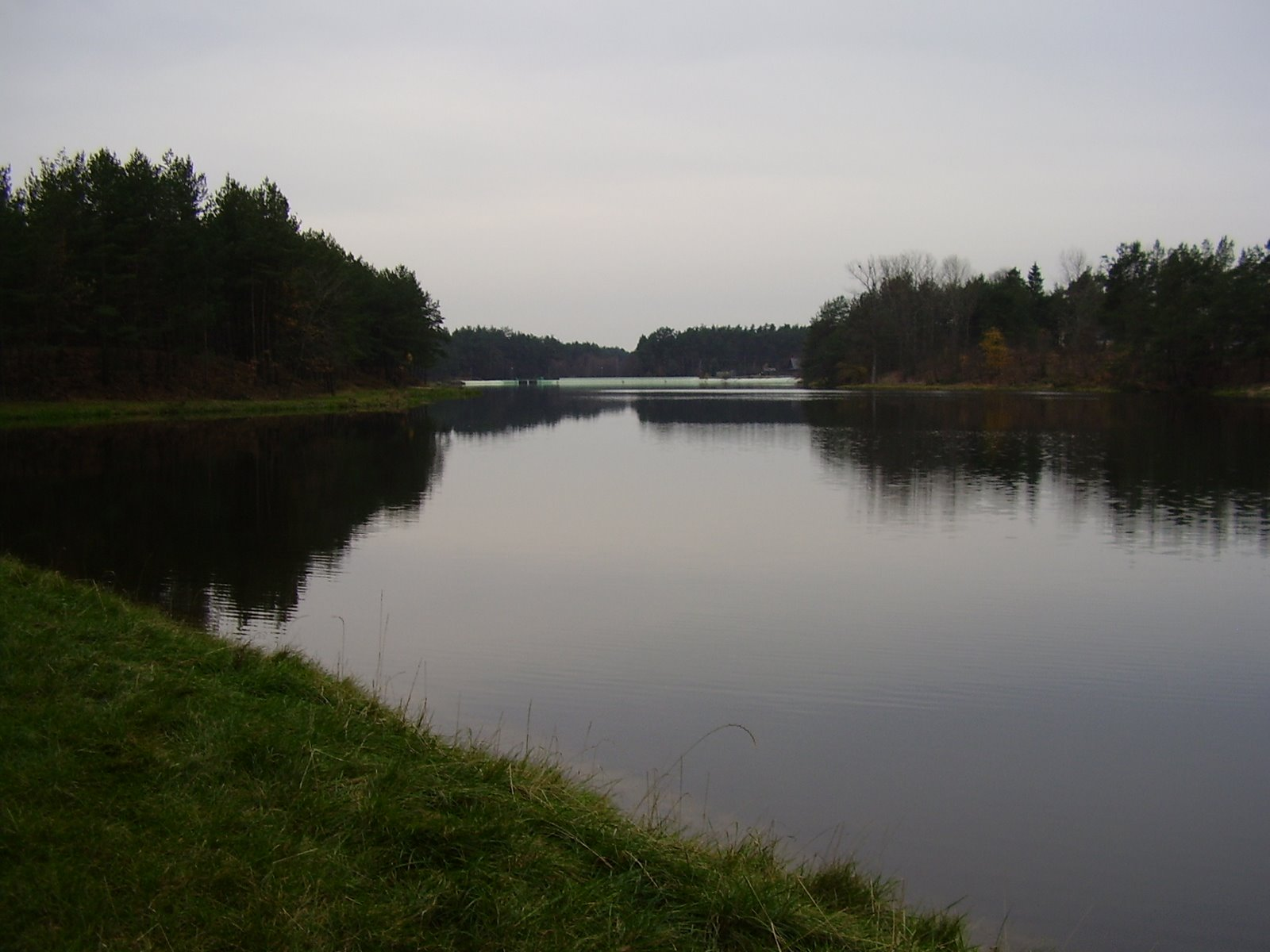
Zalew w Majdanie

Majdan Sopocki Drugi – wieś w Polsce położona w województwie lubelskim, w powiecie tomaszowskim, w gminie Susiec.
W latach 1975–1998 miejscowość administracyjnie należała do województwa zamojskiego.
Wieś stanowi sołectwo gminy Susiec. Według Narodowego Spisu Powszechnego z roku 2011 wieś liczyła 585 mieszkańców.
| SIMC    | Nazwa      | Rodzaj    |
| ------- | ---------- | --------- |
| 0900235 | Nowinki    | część wsi |
| 0900212 | Podrusów   | część wsi |
| 0900229 | Kolonia    | część wsi |
| 0900241 | Od Majdanu | część wsi |

## Położenie
Wieś położona w centralnej części Roztocza Środkowego, na wysokości 263–330 m n.p.m. Jej obszar ma charakter falisty, pagórkowaty. Zabudowania Majdanu Sopockiego rozłożone są w biegnącej z północnego wschodu na północny zachód dolinie Sopotu. W południowej części dolina ta rozszerza się na wschód i zachód tworząc rozległe piaszczyste zrównanie o wysokości 260–270 m n.p.m. Bardzo wielu turystów przyciąga znajdujący się tu zalew. Zajmuje on obszar o powierzchni około 16 ha. Przy jego zachodnim wybrzeżu wydzielone jest kąpielisko, a przy nim plaża i molo. Wokół niego rozciągają się sosnowe lasy. W lasach znajduje się Stanica Harcerska Komendy Chorągwi ZHP Zamość i Komendy Hufca Tomaszów Lubelski. Przy zalewie zlokalizowana jest plaża i strzeżone kąpielisko. Latem funkcjonują tutaj pensjonaty noclegowe, pole namiotowe oraz kilka małych gastronomii. Majdan Sopocki zaliczany jest do miejscowości turystyczno-wypoczynkowych.

## Historia
Początków wsi Majdan Sopocki (dziś Majdan Sopocki Pierwszy i Majdan Sopocki Drugi) należy upatrywać w przełomie wieków XVII i XVIII. Z roku 1720 pochodzi wiadomość zaczerpnięta z „Opisania statystyczno- historycznego dóbr Ordynacji Zamojskiej” zapisanej przez Mikołaja Stworzyńskiego – „Sopocki Majdan zaczęty został w 1720 r.” w innym zaś miejscu „Sopot Józefowski 1720 zaczęty Majdan”.
Janusz Peter w swojej pracy „Szkice z przeszłości miasta kresowego” wydanej w Zamościu w 1947 roku podaje, że być może dzisiejszy Majdan Sopocki to kontynuacja bytu osadniczego osady Chełmno ujętej w spisie inwentarza Ordynacji z roku 1689 dla której używano następnie nazwy Sopot (Józefowski), którą założył i dzierżawił od ordynacji Wilhelm Jan Braun, mieszczanin i kupiec gdański w 1674 roku, na gruncie której ostatecznie – jak podaje akt erekcyjny z 1720 – powstaje Majdan Sopocki.
W okresie międzywojennym Majdan Sopocki pełnił rolę siedziby gminy w powiecie biłgorajskim (od 1932 w powiecie tomaszowskim), o obszarze 12697 ha zamieszkałym przez 5964 mieszkańców.
W okresie okupacji niemieckiej doszło do restytucji parafii prawosławnej, której proboszczem od 9 marca 1943 roku był ks. Józef Krotkiewicz. W wyniku ataku polskiego podziemia, 2 sierpnia 1943 roku, poniósł on męczeńską śmierć.